# Annu Rani
Annu Rani (* 28. August 1992 in Meerut, Uttar Pradesh) ist eine indische Leichtathletin, die sich auf den Speerwurf spezialisiert hat und aktuell Inhaberin des Landesrekordes ist. 

## Sportliche Laufbahn
Ihren ersten internationalen Wettkampf bestritt Annu Rani bei den Juniorenasienmeisterschaften 2010, bei denen sie mit 42,79 m auf den sechsten Platz gelangte. 2013 wurde sie bei den Asienmeisterschaften in Pune mit 52,29 m den Siebte. 2014 wurde sie mit 56,37 m Achte bei den Commonwealth Games in Glasgow und gewann bei den Asienspielen im südkoreanischen Incheon mit 59,53 m die Bronzemedaille. Im Jahr darauf warf sie den Speer bei den Asienmeisterschaften in Wuhan auf 51,26 m und belegte damit Rang fünf. 2016 gewann sie dann bei den Südasienspielen in Guwahati mit 57,13 m die Silbermedaille hinter ihrer Landsfrau Suman Devi. Im Jahr darauf gewann sie bei den Asienmeisterschaften in Bhubaneswar mit 57,32 m die Bronzemedaille hinter der Chinesin Li Lingwei und Dilhani Lekamge aus Sri Lanka. Im Juni 2017 verbesserte sie ihren eigenen Landesrekord auf 61,86 m und qualifizierte sich damit für die Weltmeisterschaften in London, bei denen sie mit 59,93 m in der Qualifikation ausschied.
Ende August 2018 nahm sie erneut an den Asienspielen in der indonesischen Hauptstadt Jakarta teil und erreichte dort mit einem Wurf auf 53,93 m den sechsten Rang. Im Jahr darauf gewann sie bei den Asienmeisterschaften in Doha mit 60,22 m die Silbermedaille hinter der Chinesin Lü Huihui. Damit konnte sie erneut an den Weltmeisterschaften ebendort im Oktober teilnehmen, bei denen sie in der Qualifikation mit 62,43 m einen neuen Landesrekord aufstellte; im Finale gelangte sie dann mit 61,12 m auf Rang acht. 2021 verpasste sie bei den Olympischen Sommerspielen in Tokio mit 54,04 m den Finaleinzug und im Jahr darauf siegte sie mit 62,29 m beim Qosanov Memorial, ehe sie bei den Commonwealth Games in Birmingham mit 60,00 m die Bronzemedaille hinter den Australierinnen Kelsey-Lee Barber und Mackenzie Little gewann. Zudem belegte sie bei den Weltmeisterschaften in Eugene mit 61,12 m im Finale den siebten Platz. 2023 gelangte sie bei den Asienmeisterschaften in Bangkok mit 59,10 m auf den vierten Platz, ehe sie bei den Weltmeisterschaften in Budapest mit 57,05 m in der Qualifikationsrunde ausschied. Im Oktober siegte sie mit 62,92 m bei den Asienspielen in Hangzhou. Im Jahr darauf schied sie bei den Olympischen Sommerspielen in Paris mit 55,81 m in der Qualifikationsrunde aus und 2025 belegte sie bei den Asienmeisterschaften in Gumi mit 58,30 m den vierten Platz.
In den Jahren 2012 und 2013 sowie 2015 und 2019 und von 2021 bis 2024 wurde Rani indische Meisterin im Speerwurf.